# Plage de galets

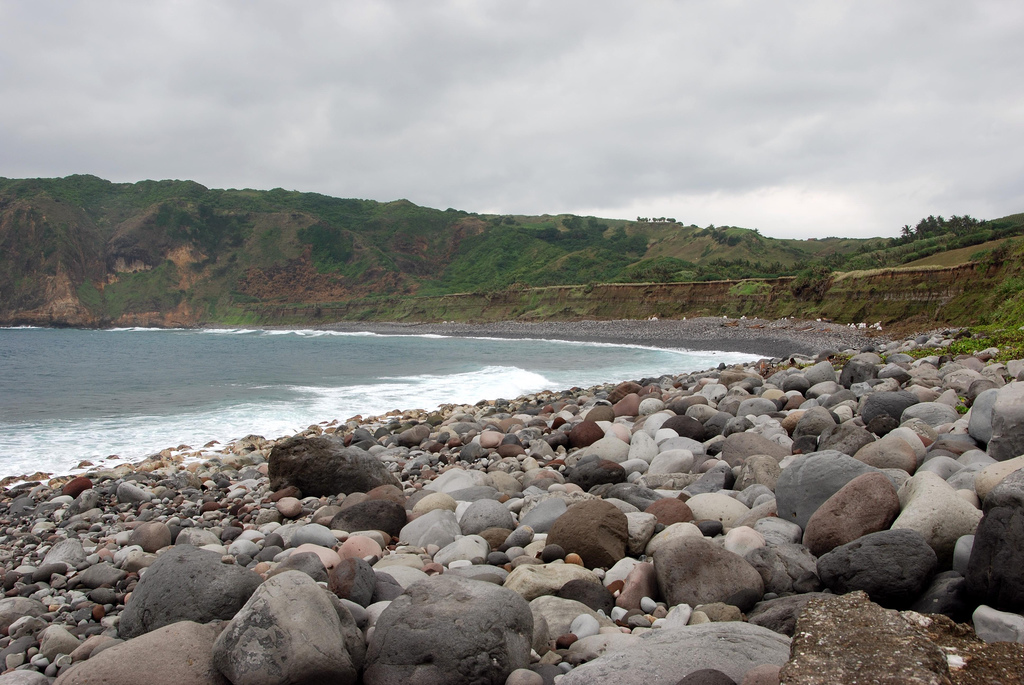
Une plage de galets à Batanes, Philippines.

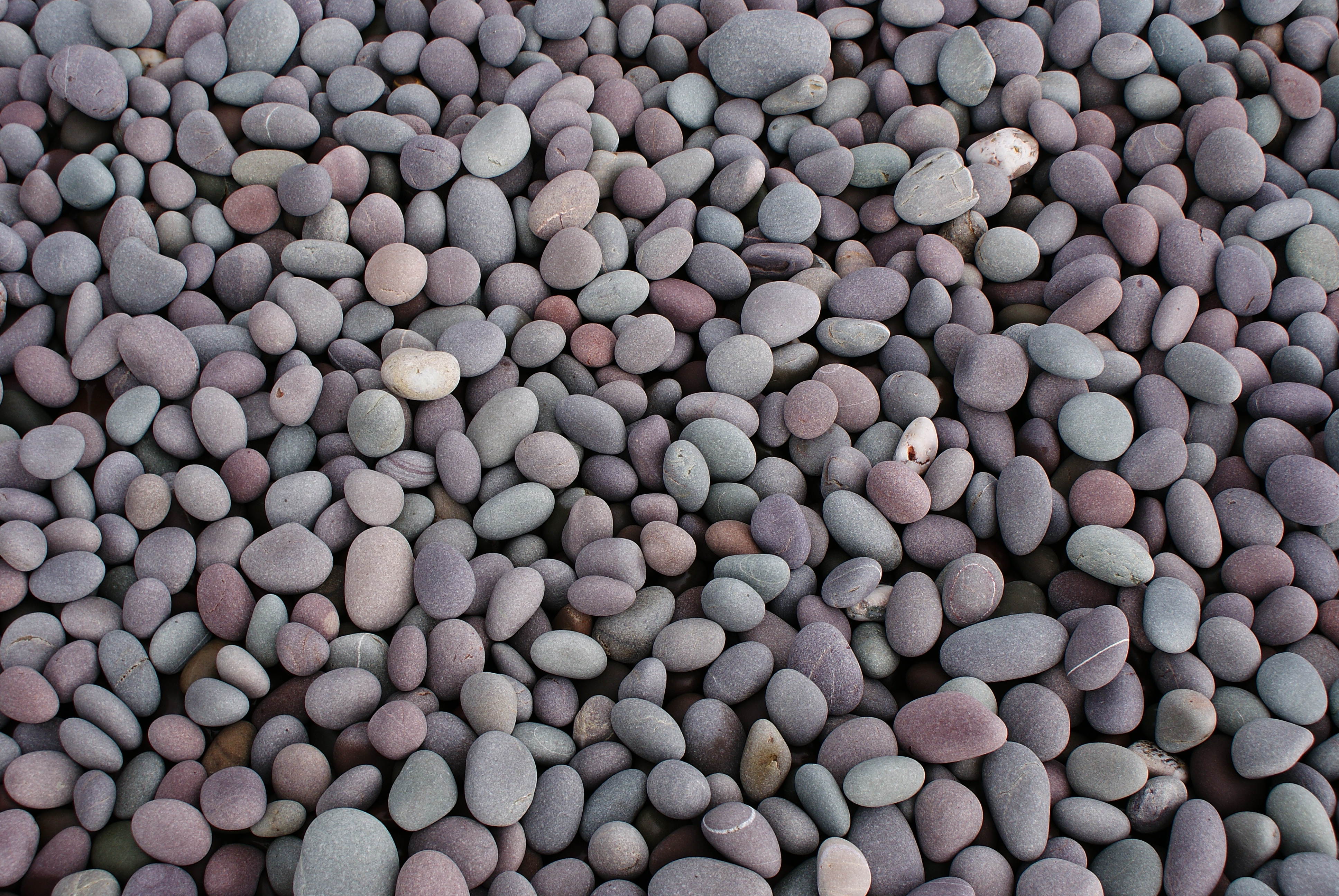
Cailloux sur une plage de galets dans le Somerset, Angleterre

Une plage de galets est une plage qui est couverte de galets (par opposition au sable) ; en géologie on dit que les galets réalisent l'armure de la plage. En règle générale, les pierres y sont présentes avec des tailles caractéristiques allant de 2 à 200 mm de diamètre.

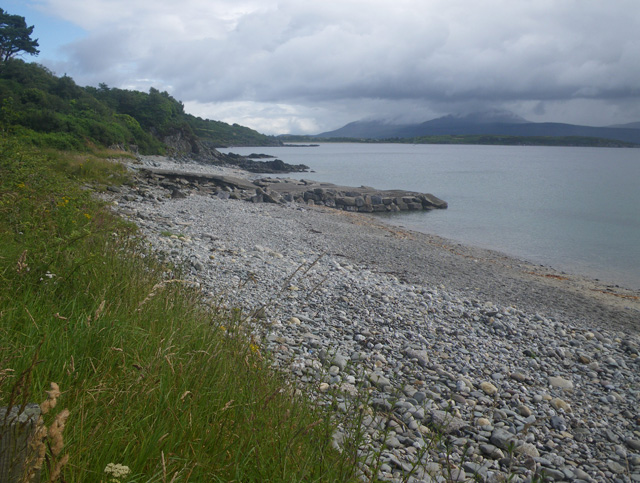
Plage de galets à Torrisdale Bay, Argyll and Bute, Écosse.

Bien que ce modelé de plage se trouve le plus souvent en Europe, des exemples se trouvent aussi à Bahreïn, en Amérique du Nord et dans un certain nombre d'autres régions du monde, telles que la côte est de l'île du Sud de la Nouvelle-Zélande, où ils sont associés aux éboulis de galets des cours d'eau en tresses. Bien que créé sur les lignes côtières, le rebond post-glaciaire a pu élever des plages de galets jusqu'à 200 m au-dessus du niveau de la mer, sur la Haute Côte en Suède.
Les écosystèmes formés par cette association unique de roches et de sable permettent la colonisation par une variété d'espèces rares et menacées.

## Formation
Les sources de matériel grossier à l'origine de ces plages de galets ont été, durant la transgression holocène, le démantèlement des platiers rocheux liés à un fort hydrodynamisme. Les sources actuelles sont les falaises de craie à silex et d'argile à silex, les falaises à conglomérat et les falaises taillées dans des formations meubles (head, schistes) qui peuvent également alimenter les cordons de galets. Ces différentes sources et conditions d'exposition ainsi que le découpage et l'orientation des côtes expliquent la diversité morphologique de ces formes accumulation (plages, cordons de type queue de comète, tombolo, flèche littorale).
Les plages de galets sont généralement escarpées, car les vagues traversent facilement la surface grossière et poreuse de la plage, ce qui diminue l'effet de l'érosion par contre-courant et augmente la formation de sédiments dans une plage en pente raide.

## Curiosité
Les plages de galets, constituées de milliers de roches lisses aux qualités géologiques uniques, ne sont pas fréquentes. L'océan lisse naturellement les différentes roches au fil du temps avec des vagues qui se brisent, créant un paysage original avec des roches arrondies et lisses et des dessins intéressants. Les plages de galets sont populaires pour les différents types de roches que l'on peut y trouver.

## Exemples
- Alby, Suède;
- Birdling's Flat, Nouvelle-Zélande;
- Chesil Beach, Angleterre;
- Dungeness, Angleterre;
- Humarock, Scituate, Massachusetts;
- Egypt Beach, Scituate, MA, États-Unis ;
- Hawar Islands, Bahreïn;
- Herne Bay, Angleterre;
- Plage de Jaspe, Crimée;
- Jaz Beach, Monténégro;
- Nice, France;
- Osmussaar, Estonie;
- Slapton Sands, Angleterre;
- Plage de Shichirimi, Japon;
- Short Beach, Oregon, États-Unis ;
- Southsea, Angleterre;
- The Stade, Angleterre;
- Péninsule de Sõrve, Estonie;
- Zrće, Croatie;

- Qixingtan - Seven Star Beach, Hualien, Taïwan.